# Брагилевский, Валентин Зиновьевич
Валентин Зиновьевич Брагилевский (17 мая 1928 — 26 июня 2012) — советский и украинский авиаконструктор.

## Биография
Валентин Зиновьевич Брагилевский родился 17 мая 1928 г. на Украине в городе Днепропетровске.
В 1933 году, в связи с переводом отца к новому месту работы, семья переехала в г. Киев.
Среднее школьное образование получил в школах многих стран ближнего и дальнего зарубежья:

1-5 классы — 45 средняя школа г. Киев (СССР, УССР),

6-7 классы — г. Кустанай (СССР, Казахстан — эвакуация),

8 класс — г. Владивосток (СССР, РСФСР),

9-10 классы — спецшкола ВВС г. Киев (СССР, УССР),

10 класс (окончание) — г. Потсдам (Германия), по месту службы отца.

В 1947—1953 гг. учёба в Московском авиационном институте им. Серго Орджоникидзе на самолётостроительном факультете.

После окончания института в апреле 1953 г. был направлен на работу по распределению в г. Ригу (Латвийская ССР) на предприятие п/я 54 Министерства оборонной промышленности, где проработал до конца года и перешёл на работу на крупный завод по ремонту авиационных двигателей (в/ч Министерства обороны) в г. Риге.

В начале 1954 г. (февраль) поступил на работу на предприятие п/я 4 Министерства авиационной промышленности СССР в г. Киеве. На заводе начал работу инженером-конструктором в бригаде «СФ» ОКБ (ныне КО-2). Затем был зам. начальника этой бригады, ведущим конструктором на производстве на постройке самолёта Ан-24, представителем Главного конструктора на Иркутском серийном авиазаводе (производство самолётов Ан-12).

1958 год. Назначен ведущим конструктором по постройке первого опытного экземпляра самолёта Ан-24.

1959 год. Направлен представителем главного конструктора на Иркутский авиазавод для сопровождения серийного производства самолёта Ан-12.
1961 год. Назначен ведущим конструктором по постройке первого опытного экземпляра самолёта Ан-22 «Антей».

1963 год. Назначен начальником подразделения по проектированию конструкций планера самолёта и интерьера.
В этом же году был назначен начальником отдела планера.

С 3 января 1967 года работал начальником КБ Киевского механического завода.

С 1986 года — начальник отделения «АНТК им. О. К. Антонова».

Брагилевский внес большой вклад в развитие отечественной и мировой авиации. Среди наиболее крупных пионерских направлений осуществленных при его активном участии и руководстве можно отметить:

— освоение и внедрение на фирме прочностных расчетов методом конечных элементов;

— создание крупных силовых агрегатов планера из композиционных материалов;

— внедрение систем автоматизированного проектирования (САПР) и новых информационных технологий.

Он стоял у истоков организации на фирме проектирования наземного транспорта (автобус, трамвай, троллейбус), в том числе с автоматизированным управлением движением (РАДАН).

Под руководством Брагилевского были разработаны и внедрены компьютерные системы анализа напряжённо-деформированного состояния несущих конструкций методом конечных элементов. Разработаны новые системы механизации крыла, механизации управления крупными подвижными агрегатам фюзеляжа. Освоены методы конструирования по принципам «безопасного повреждения» конструкции и её живучести, методы эксплуатации по техническому состоянию.
Он участвовал в проектировании фюзеляжей ряда самолётов, в том числе в специальной транспортной компоновке:

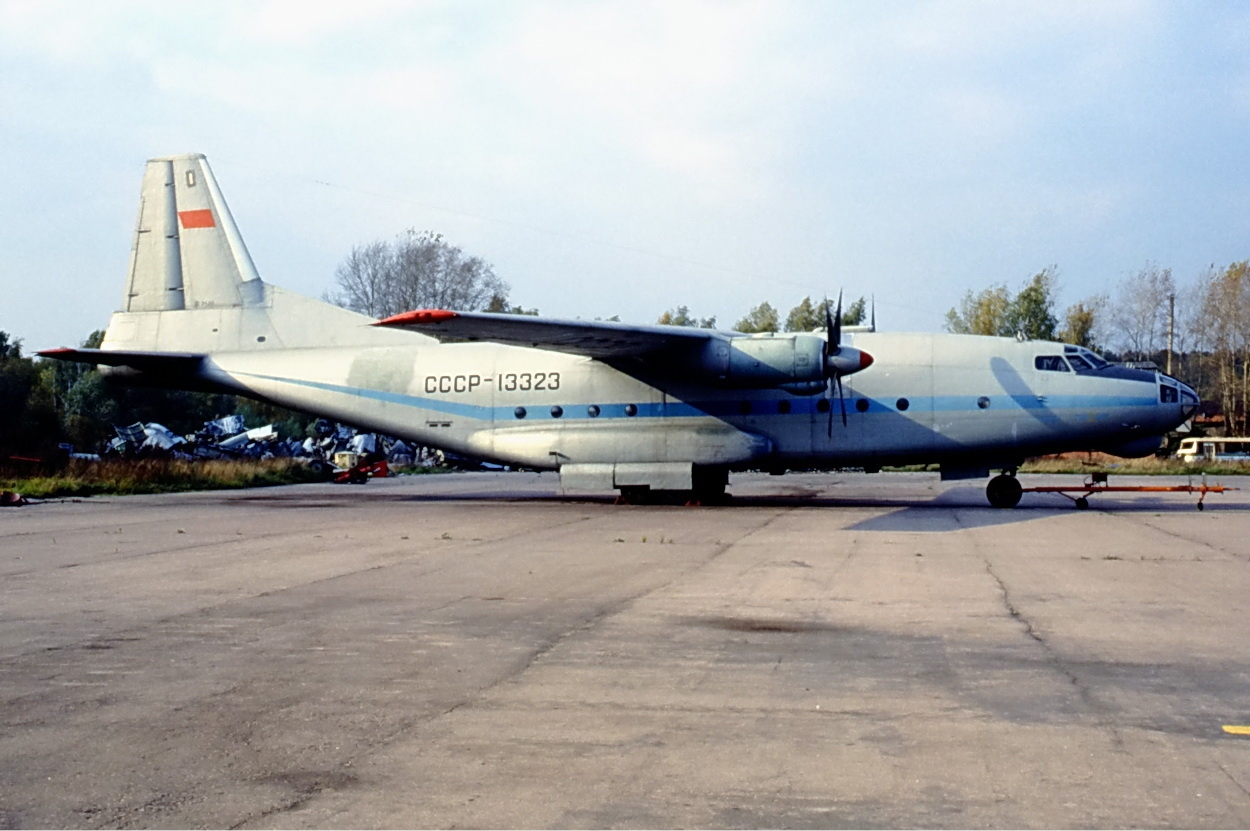
Aн-8

- Ан-8 (первый в СССР специализированный военно-транспортный самолет)

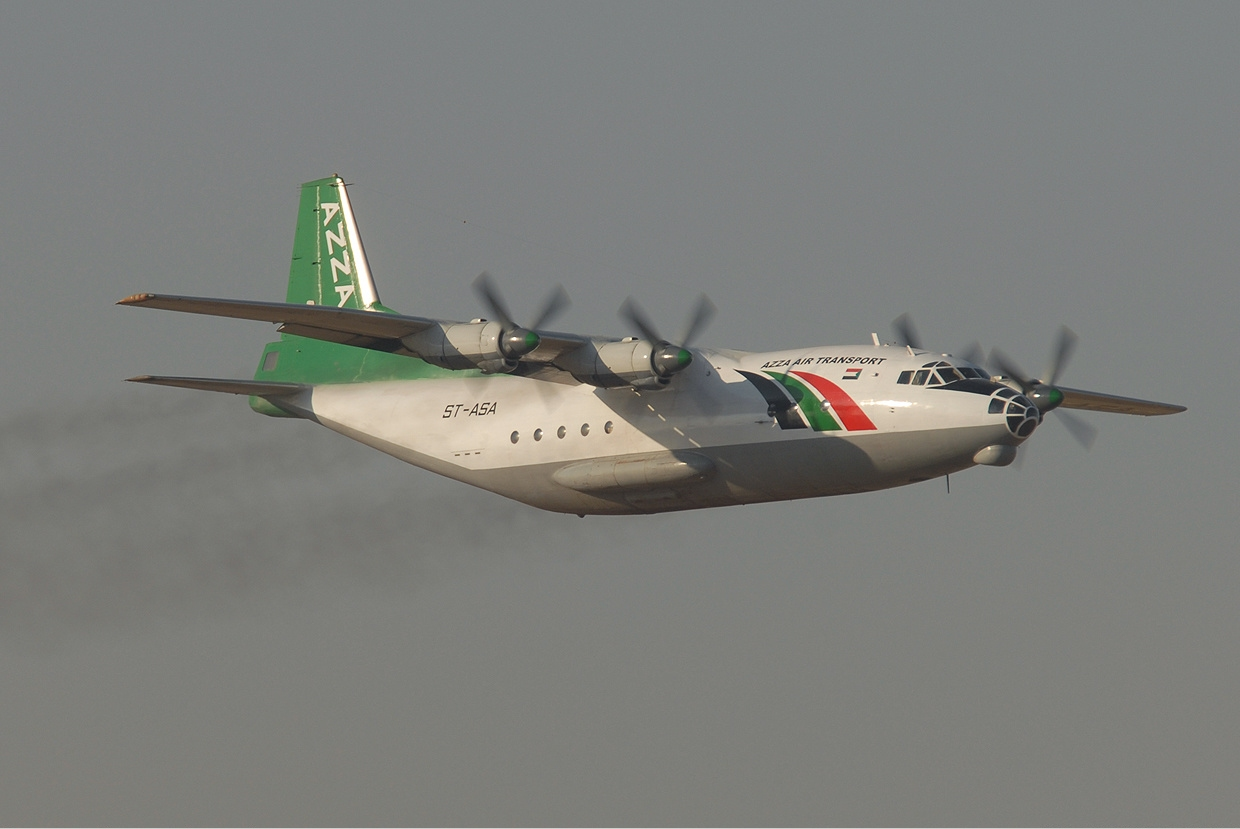
Ан-12

- Ан-12 (советский аналог С-130 «Геркулес»)

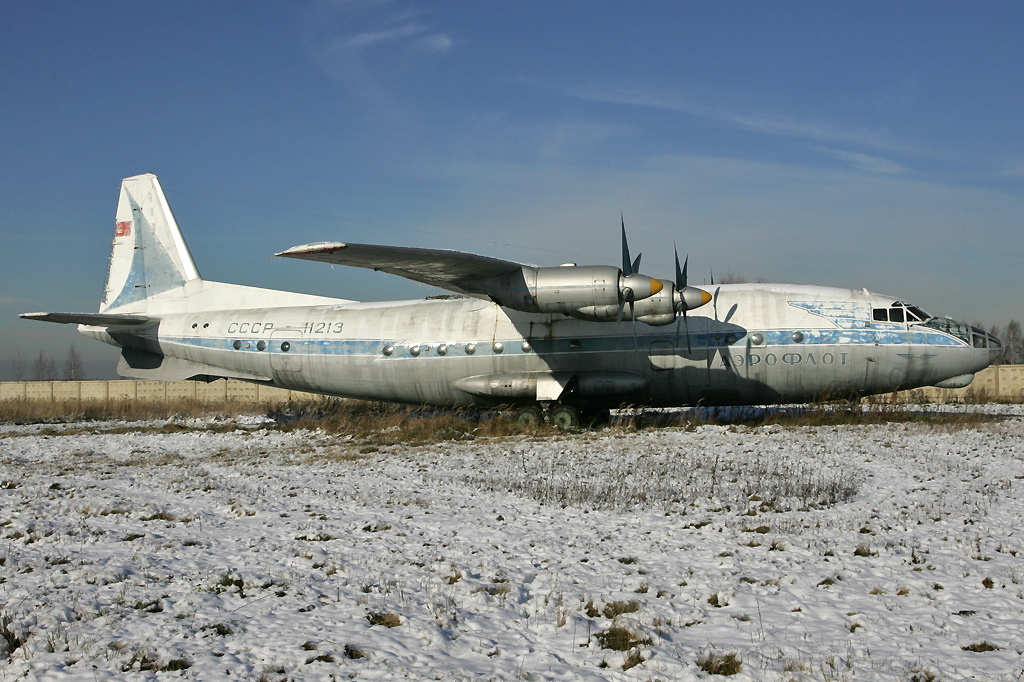
Aн-10

- Ан-10 (магистральный пассажирский самолет с большим диаметром герметичного фюзеляжа)

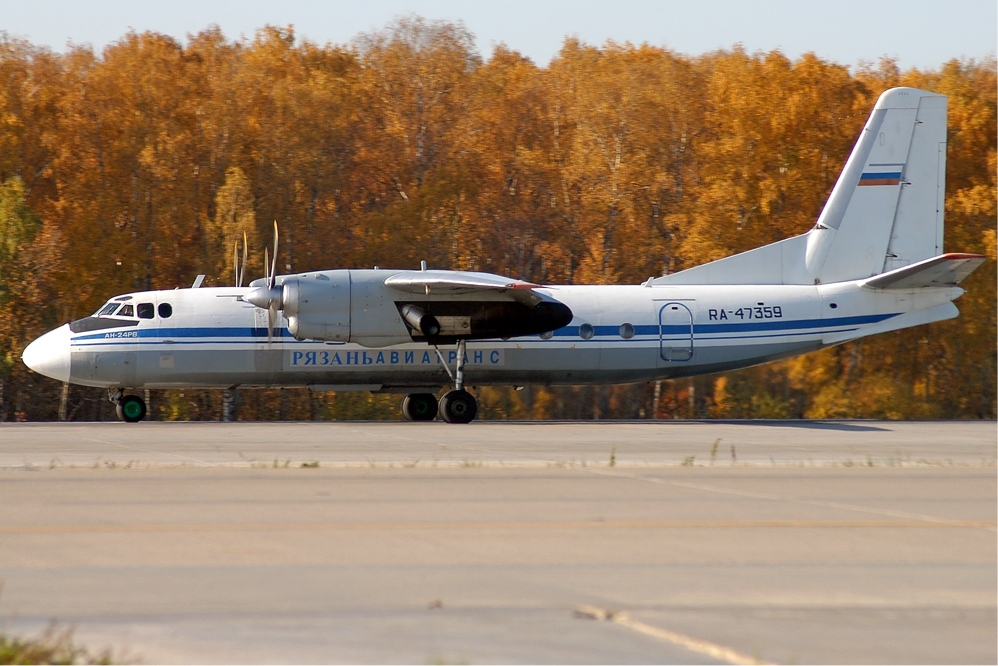
Aн-24

- Ан-24 (массовый самолёт региональной авиации, где впервые были применены клеесварные соединения герметичных панелей из алюминиевого сплава)

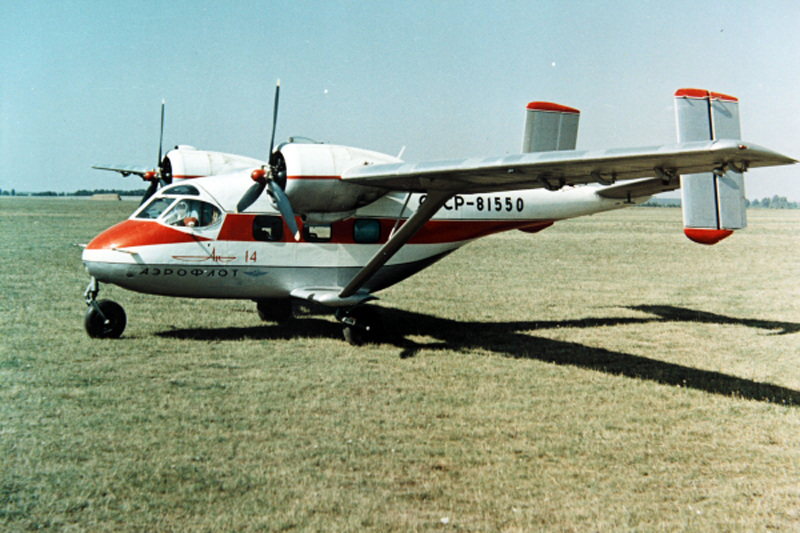
Aн-14

- Ан-14 «Пчелка» (лёгкий пассажирский самолет для местных перевозок с малоподготовленных посадочных площадок)

Руководил проектированием конструкции планера следующих самолётов:

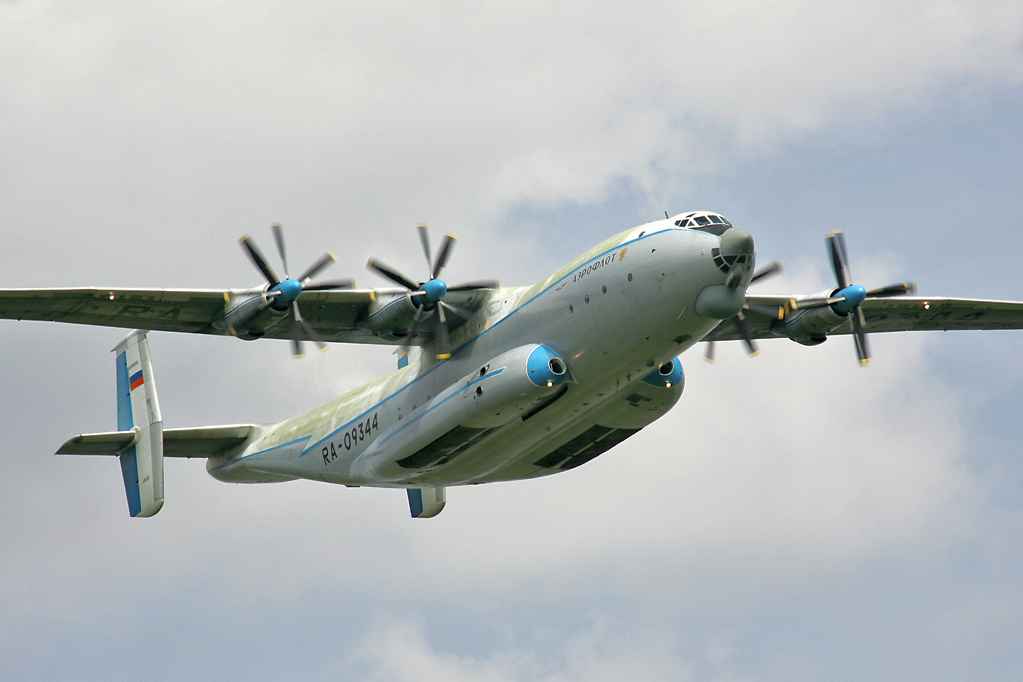
Aн-22

- Ан-22 (первый советский широкофюзеляжный самолет)

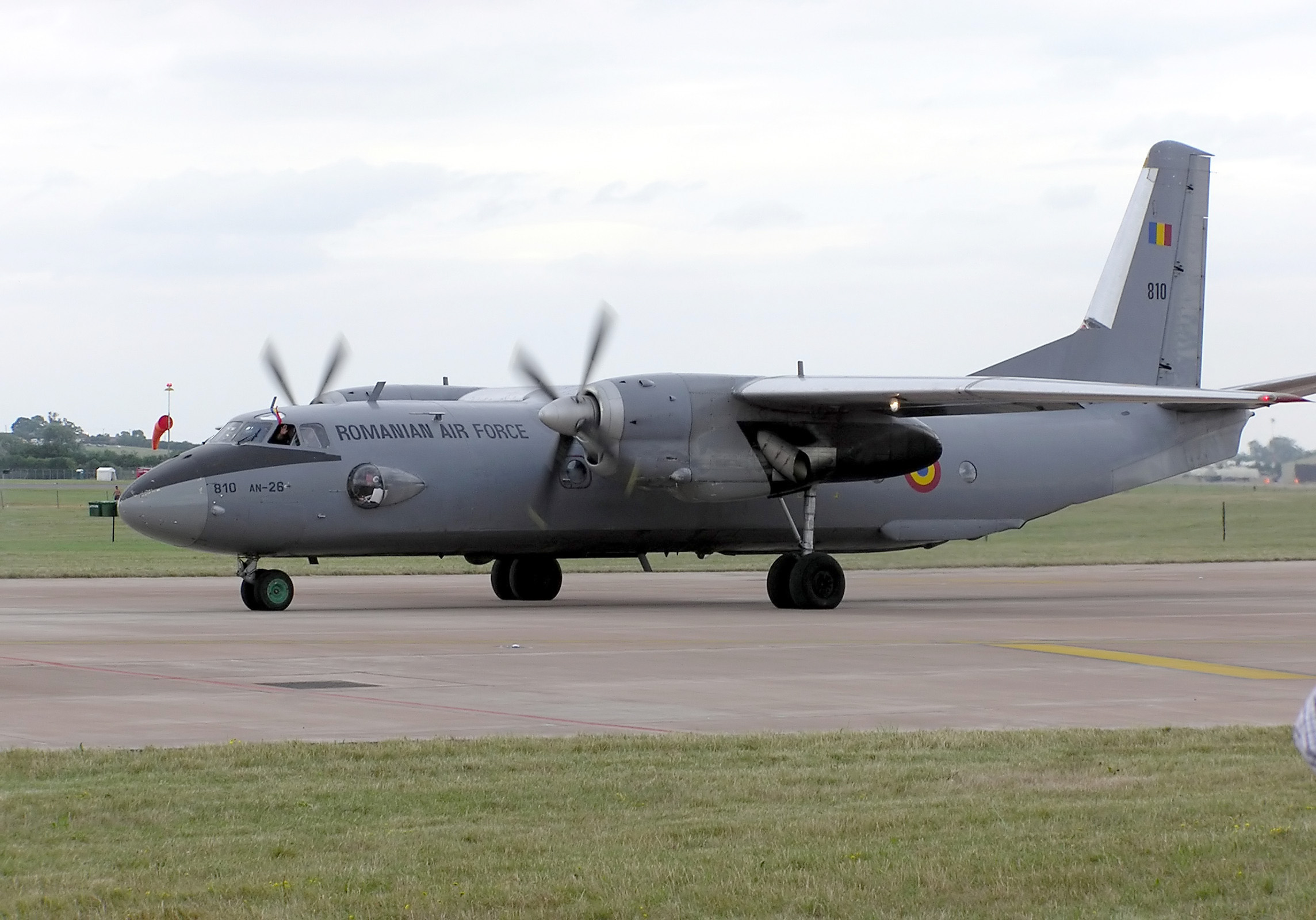
Aн-26

- Ан-26 (глубокая модификация самолёта Ан-24 и превращение его в транспортный вариант)

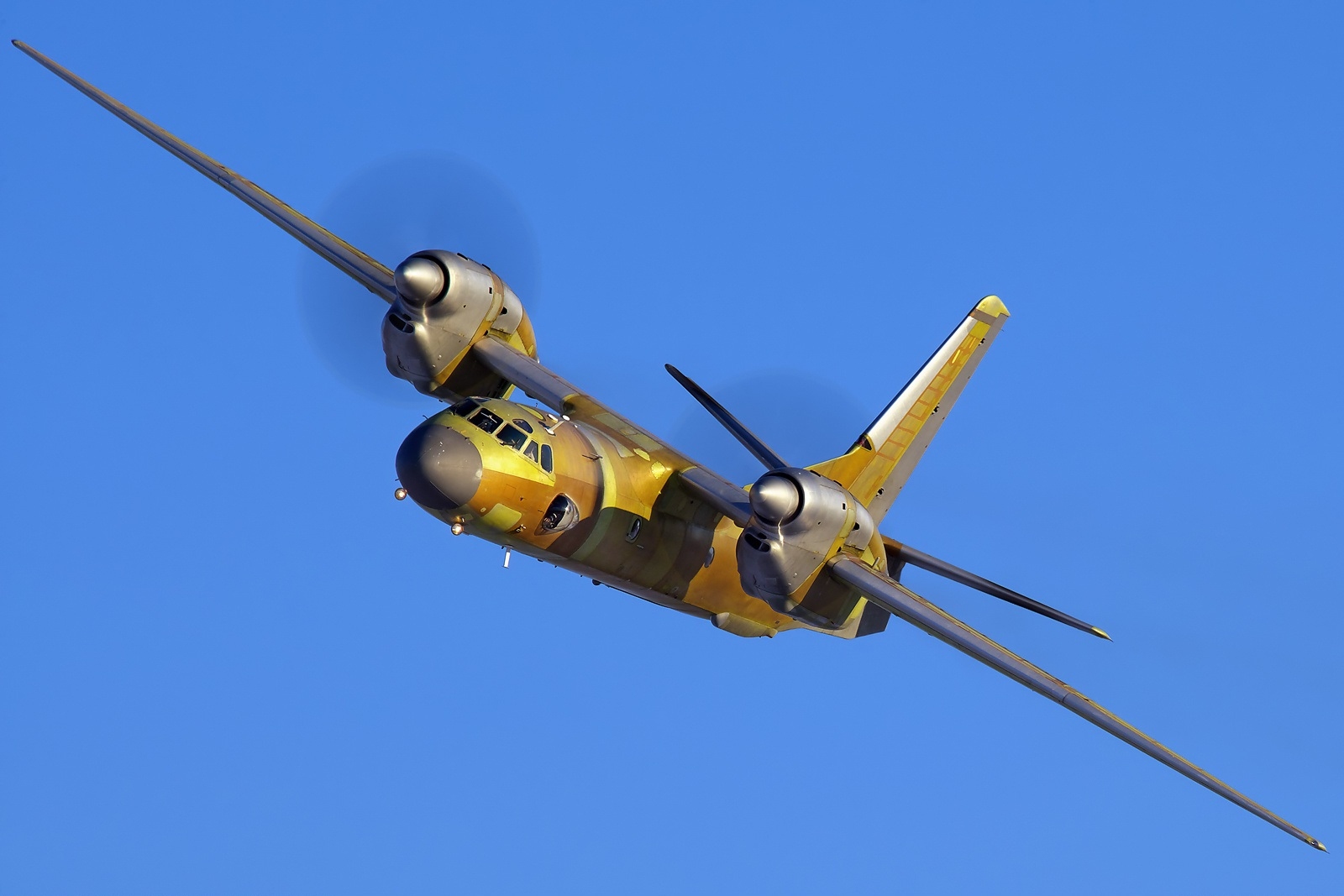
Aн-32

- Ан-32 (дальнейшее развитие самолёта Ан-26 с установкой более мощного двигателя для эксплуатации на высокогорных аэродромах)
- Ан-28 (многоцелевой самолёт в развитие концепции Ан-14)

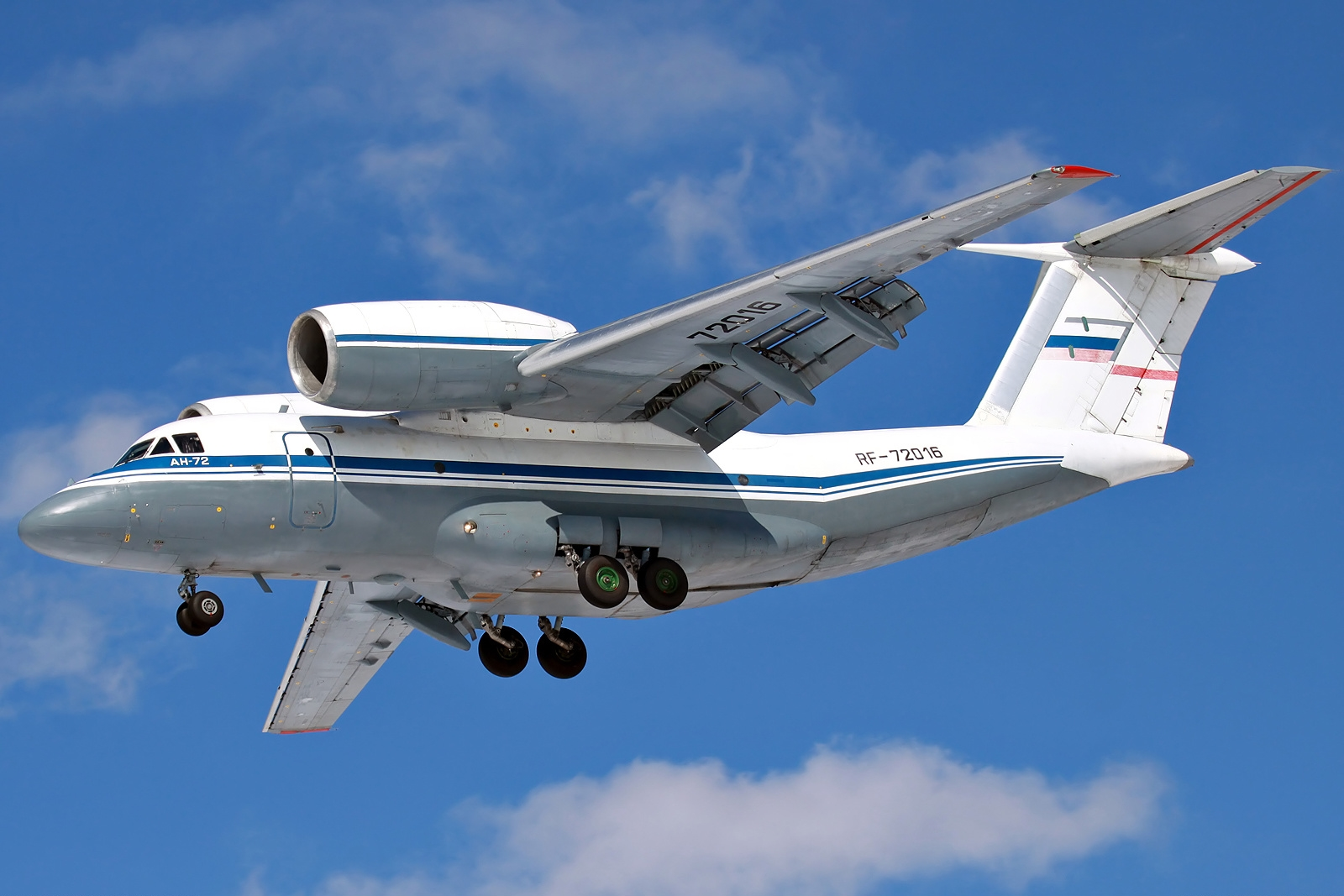
Aн-72

- Ан-72 (лёгкий военно-транспортный самолет укороченного взлёта и посадки)

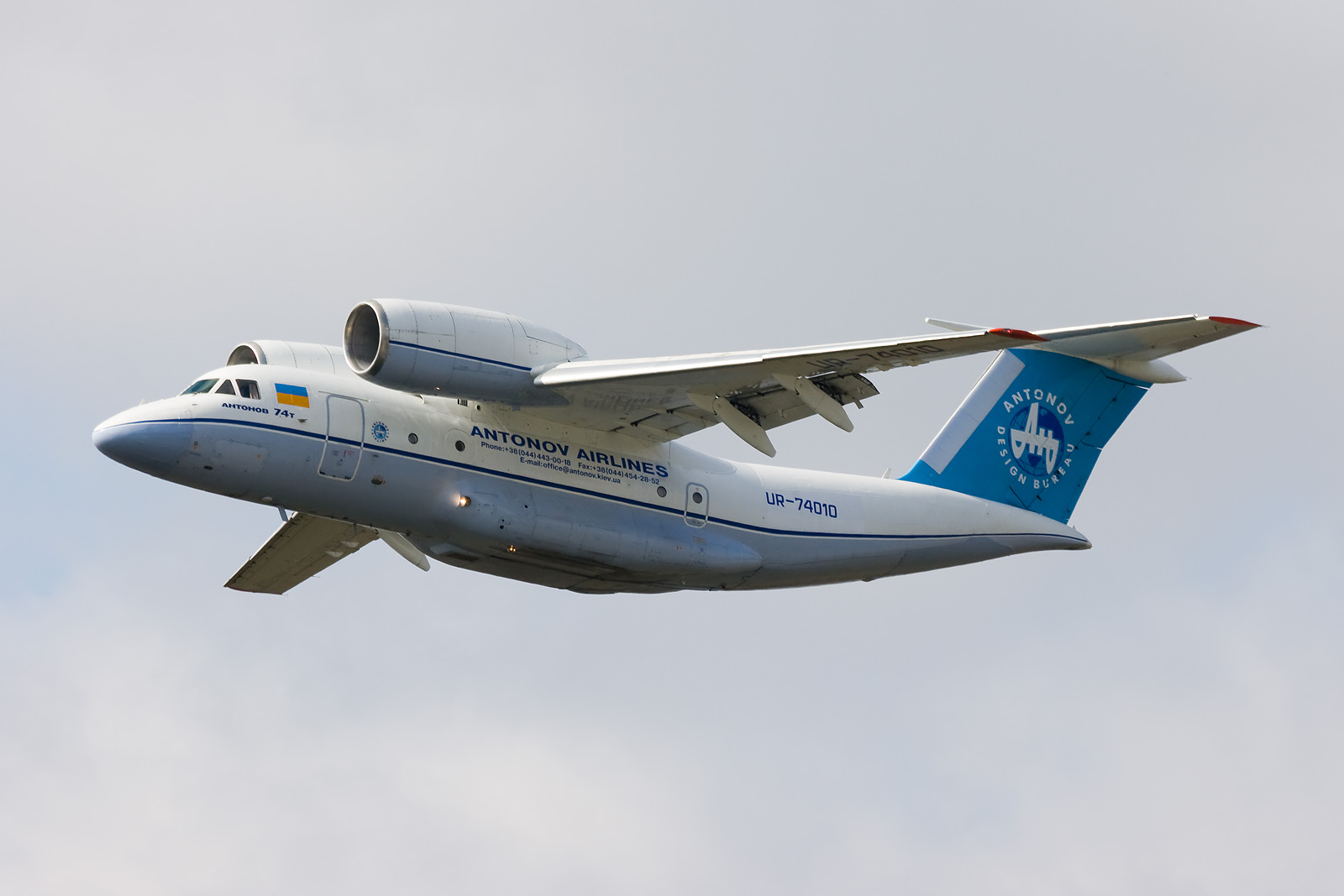
Aн-74

- Ан-74 (гражданский вариант самолёта Ан-72 для полётов в Арктике и Антарктике)

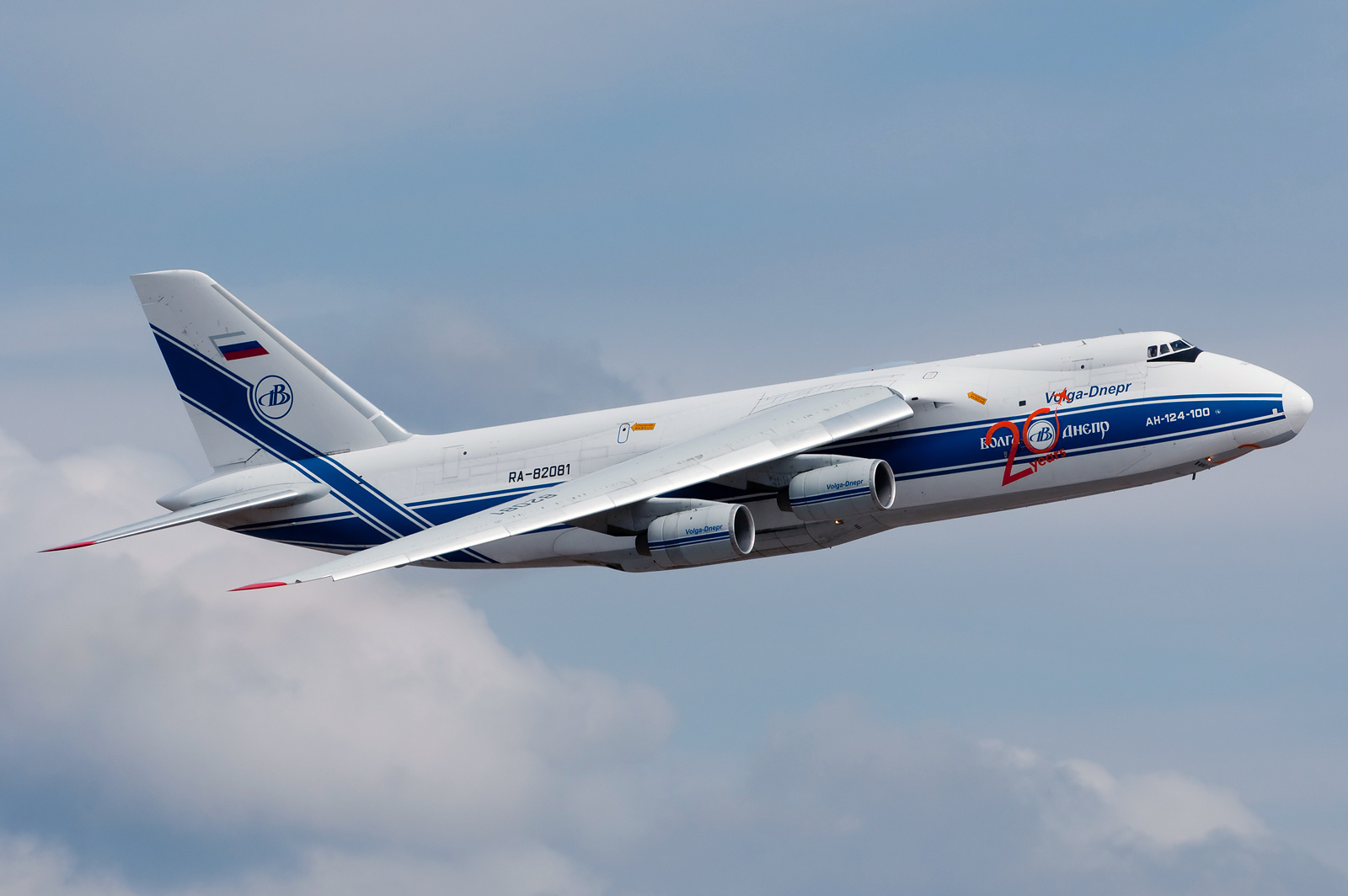
Aн-124, Руслан

- Ан-124 «Руслан» (самый крупный на тот момент в мире самолёт по размерам, взлётной массе и грузоподъёмности)

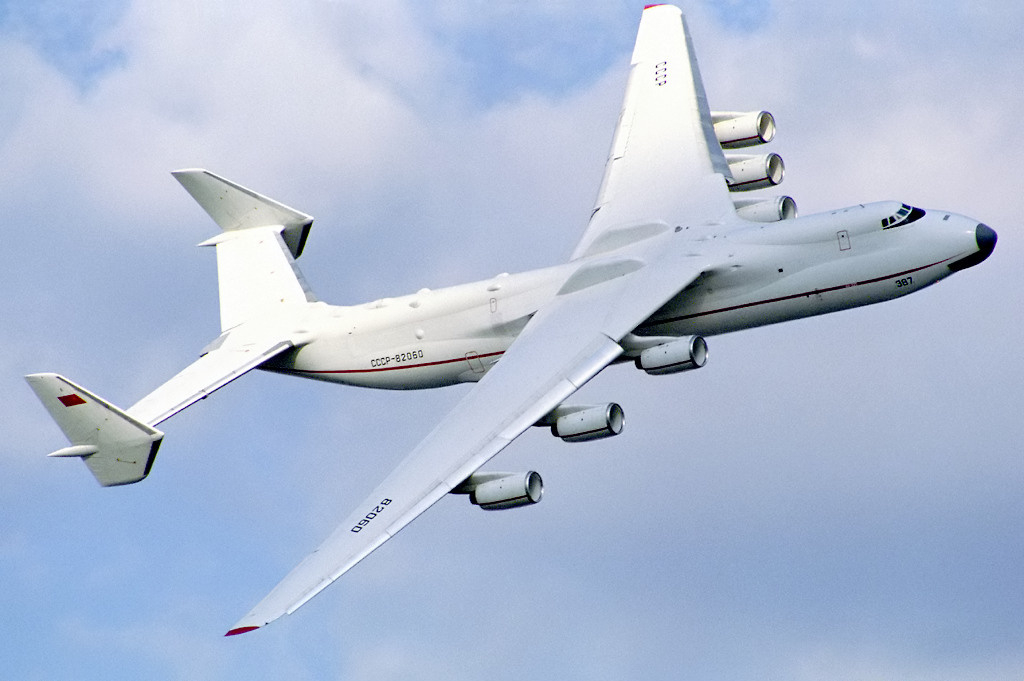
Aн-225, Мрия

- Ан-225 «Мрия» (дальнейшее развитие концепции грузовых широкофюзеляжных самолётов, предусматривающей замену многоэлементных сборных несущих конструкций интегральными и крупногабаритными конструкциями, значительно повышающими весовую отдачу самолёта)

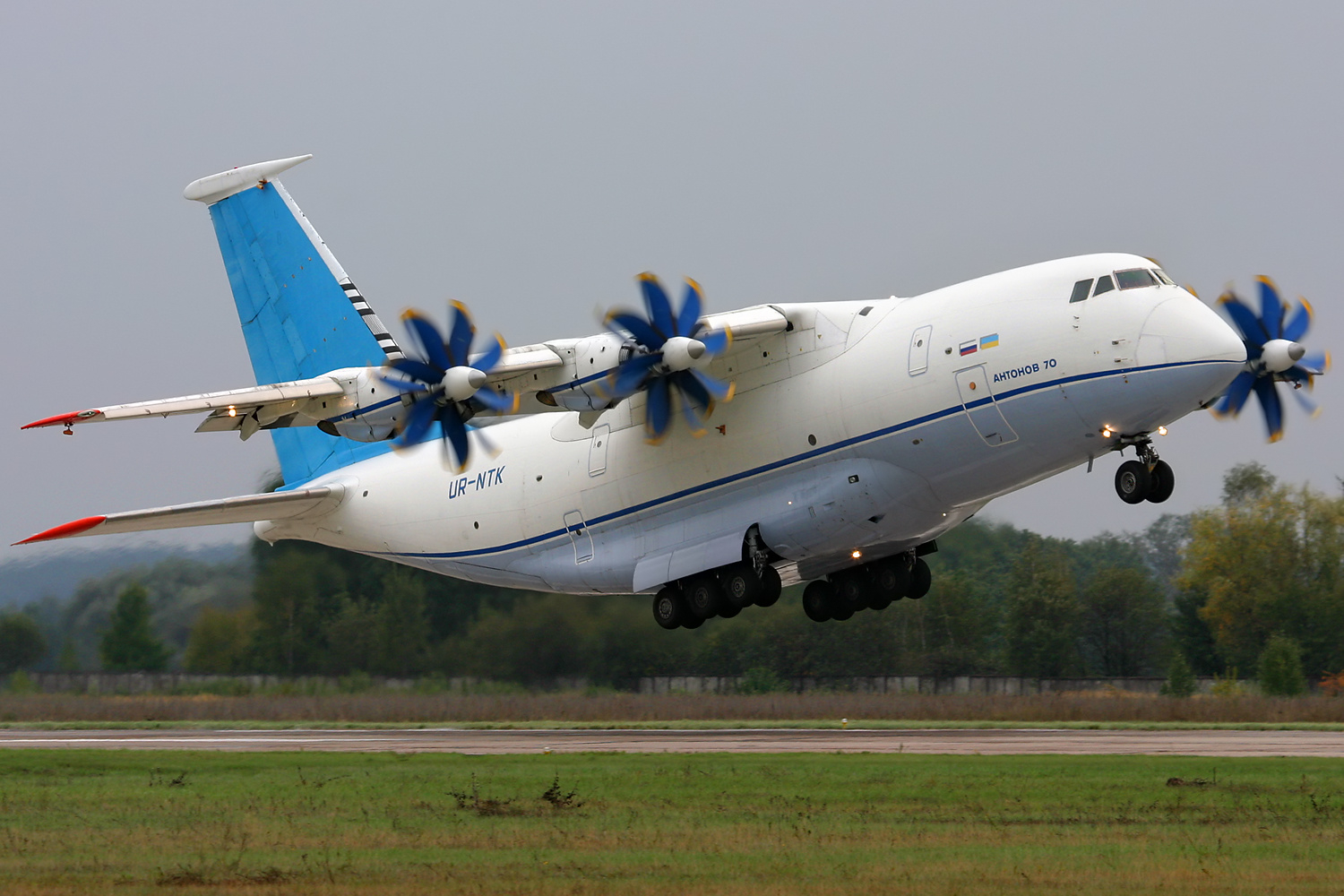
Aн-70

- Ан-70 (военно-транспортный широкофюзеляжный самолёт с коротким взлётом и посадкой на дистанциях до 700—800 м)

На фото Леонид Кравчук, президент Украины, вручает Брагилевскому Государственную премию Украины по науке и технике (чёрно-белое фото) и орден «За заслуги» (цветное фото).

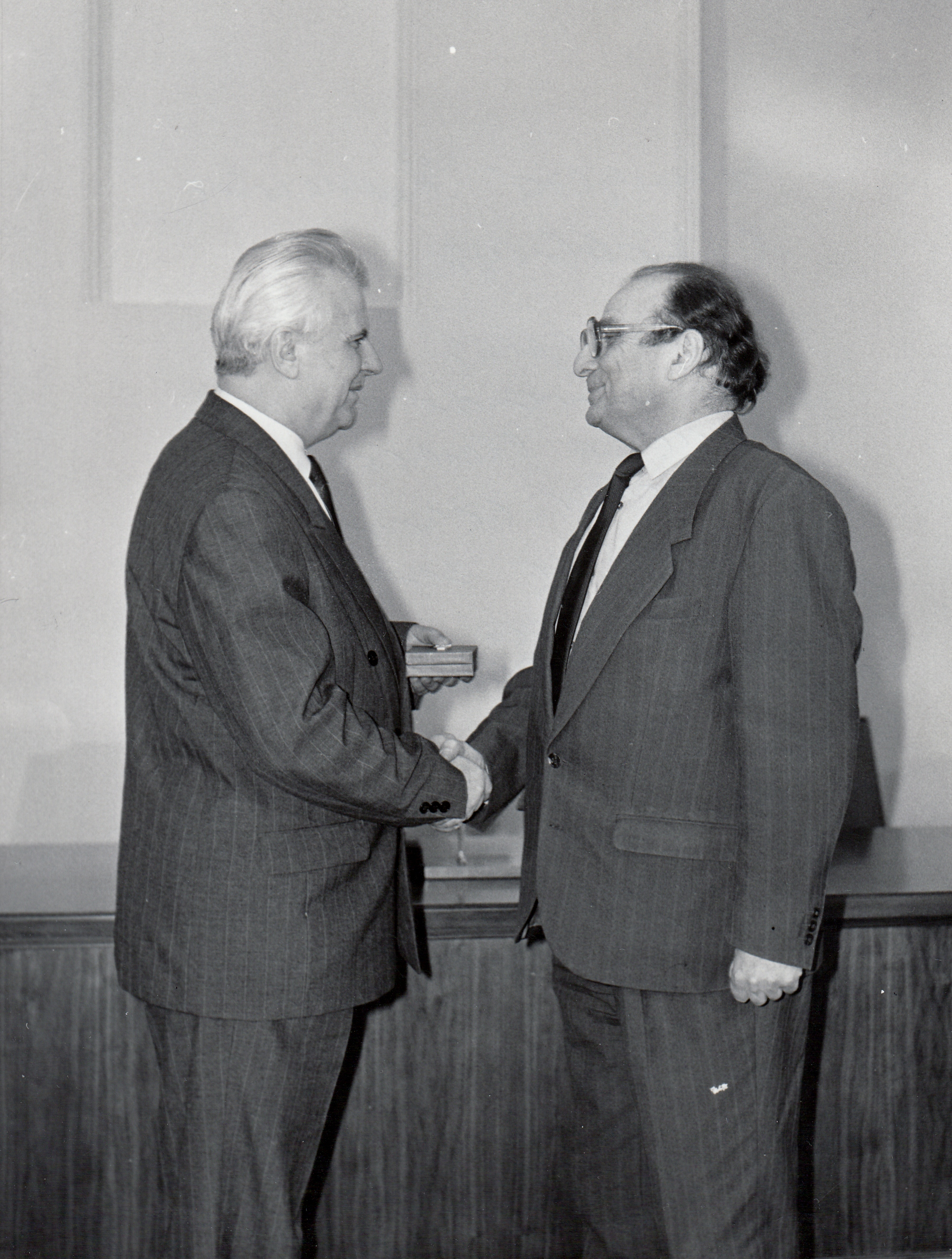
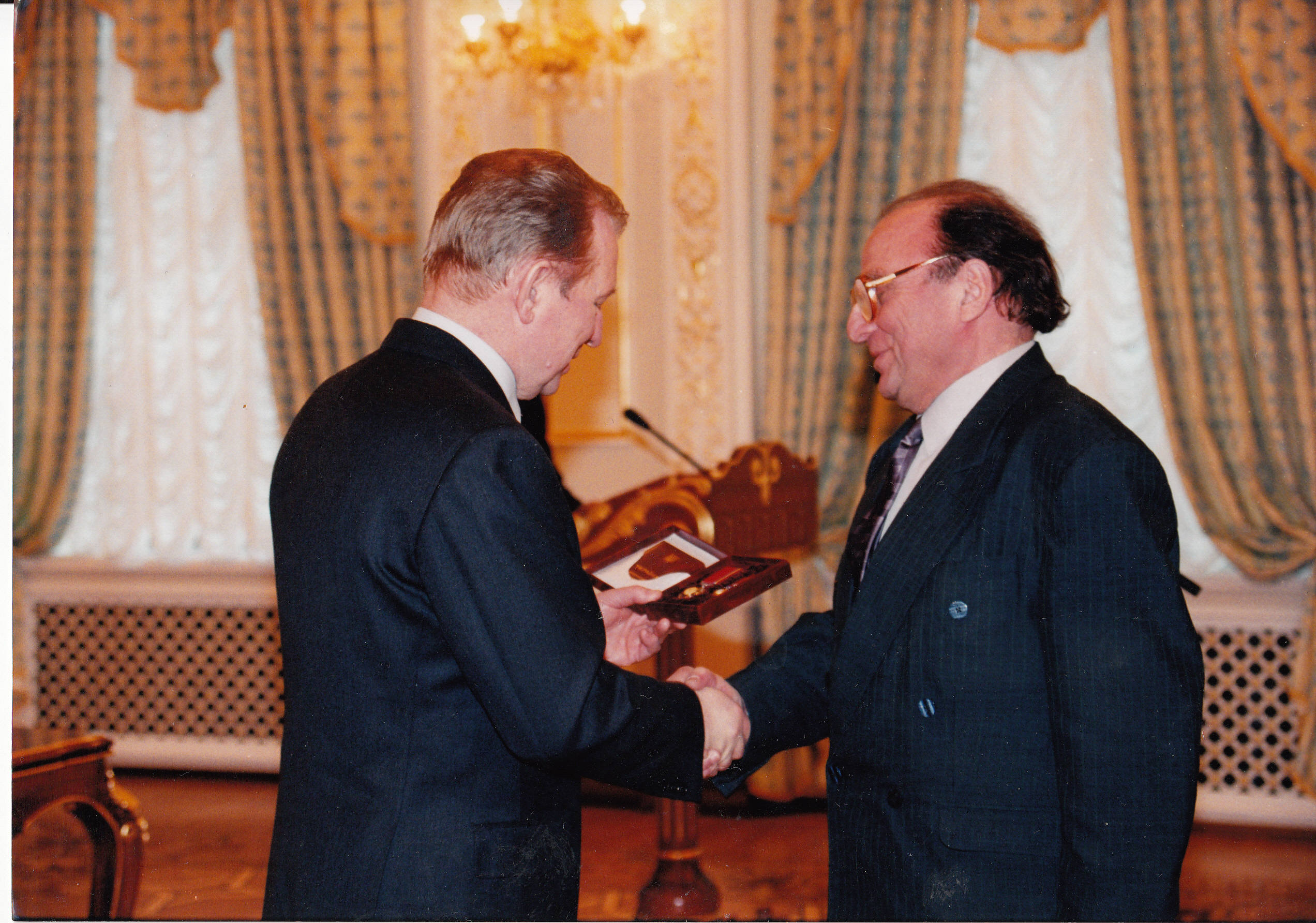

## Награды и звания
- Лауреат премии Совета Министров СССР
- Лауреат Государственной премии Украины по науке и технике
- Заслуженный машиностроитель Украины
- Кавалер Ордена Трудового Красного Знамени
- Кавалер Ордена «Знак Почёта»
- Кавалер Ордена «За заслуги» III степени (Украина)
- Почетный авиастроитель СССР
- Член-корреспондент Транспортной Академии Украины